# José Fonte
José Miguel da Rocha Fonte, conegut simplement com a José Fonte (Penafiel, 22 de desembre del 1983) és un futbolista portuguès que juga com a defensa central amb el Casa Pia AC i la selecció portuguesa.
Va començar la seva carrera professional amb l'Sporting CP B, i va fitxar per Anglaterra amb el Crystal Palace FC el 2007. Va fitxar pel Southampton FC el 2010, on va jugar 288 partits en totes les competicions, fins que va fitxar pel West Ham United FC el gener de 2017. Després va representar el Dalian Yifang a la Xina i el Lille OSC a França, guanyant el títol de Ligue 1 amb aquest últim a la temporada 2020–21.
Internacional portuguès des dels 30 anys, Fonte va formar part de les seleccions portugueses en dos Campionats d'Europa i la Copa del Món de 2018, i hi va guanyar l'Eurocopa 2016.

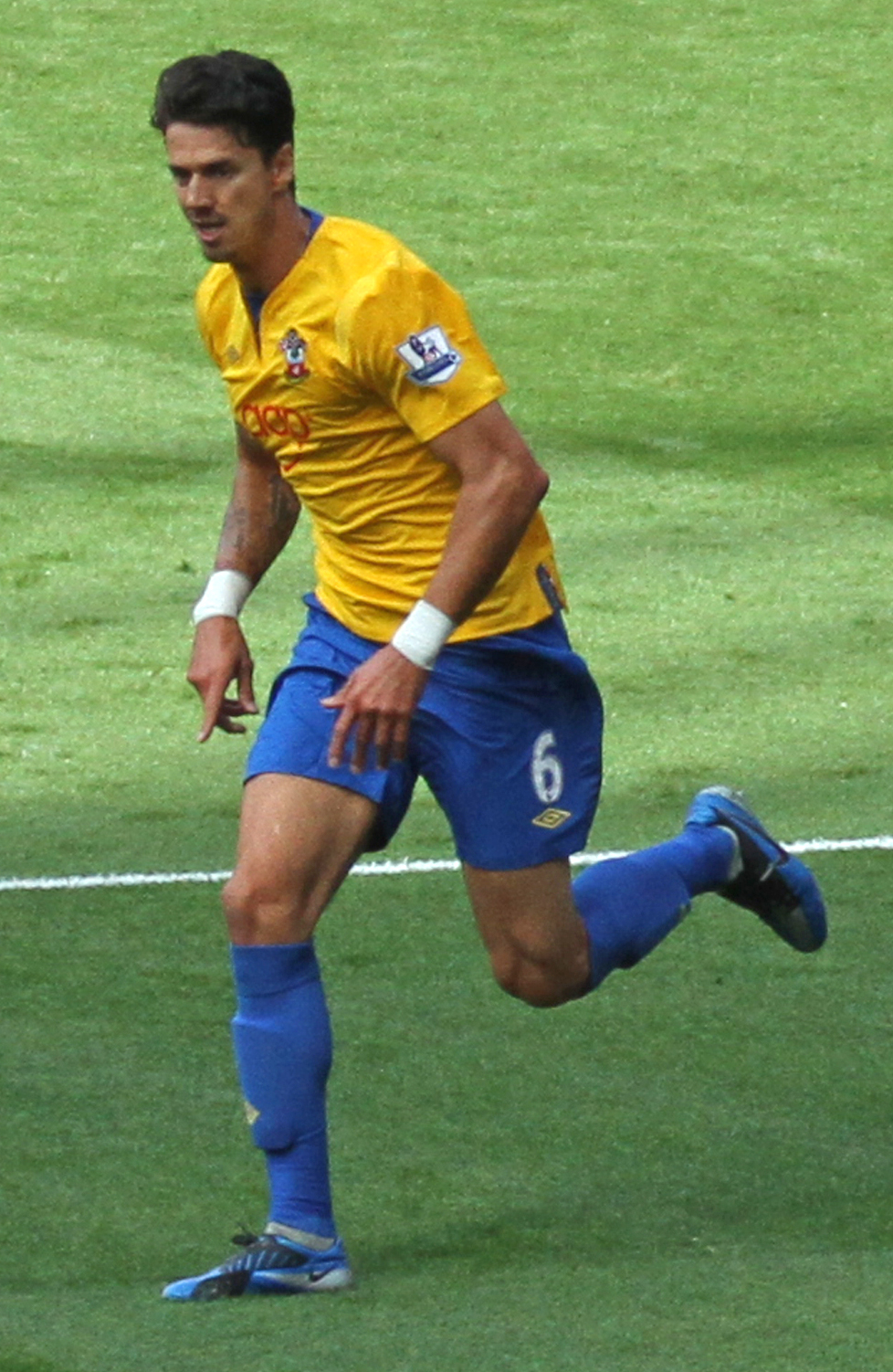
Fonte amb el Southampton FC el 2012

## Palmarès
Southampton FC
- 1 Football League Trophy: 2009-10

Lille OSC
- 1 Ligue 1: 2020-21

Selecció portuguesa
- 1 Eurocopa: 2016
- 1 Lliga de les Nacions de la UEFA: 2018-19